# ميك كينيدي
ميك كينيدي (بالإنجليزية: Mick Kennedy)‏ (9 أبريل 1961 المملكة المتحدة - ) هو لاعب كرة قدم بريطاني لعب كلاعب وسط.